# Liber Gratissimus
El Liber Gratissimus (Libro más gratuito) es un tratado de Pedro Damián sobre la simonía. Escrito en 1052, ha sido descrito como «una de las mejores obras teológicas del siglo».

## Antecedentes e historial de publicaciones
La simonía fue ampliamente debatida en el primer sínodo del papa León IX, y el papa contempló la anulación de todas las ordenaciones que fueran resultado de la simonía. A instancias de sus contemporáneos, Pedro Damián escribió su primer tratado sobre simonía y teología sacramental en el verano de 1052. Estaba dedicado a Enrique, el arzobispo de Ravena, del que no se sabe casi nada. El título de la obra, Liber Gratissimus o Libro más gratuito, «porque estaba escrito sobre aquellos que habían sido ordenados gratuitamente por los simonistas», lo da el propio Damián en una de sus cartas posteriores.

## Contenido
Pedro Damián distingue entre alguien que es «institucionalmente» santo en base a su oficio religioso y alguien que es «personalmente» santo en base a sus obras. Haciéndose eco de Agustín en su Comentario a Juan, sostiene que aunque la simonía es un pecado peor que el adulterio y el asesinato, los actos religiosos de los obispos simoniacales siguen siendo válidos, ya que la validez de sacramentos como el bautismo y la ordenación no viene del obispo, sino del Espíritu Santo. Cita el ejemplo de Rainaldo, el obispo simoníaco de Fiesole, a través del cual Dios, sin embargo, obró milagros. Damián también se refiere a los Padres de la Iglesia; Jerónimo, por ejemplo, había afirmado que «la bendición de Dios está unida a la dignidad del cargo y no al valor del hombre».
Damián también adopta una definición más liberal de simonía en varios capítulos del Liber Gratissimus. Por ejemplo, considera que los cambistas fuera del Segundo Templo (como se describe en la narrativa del evangelio de la «Expulsión de los mercaderes del Templo») son simoníacos, simplemente porque representan la «intrusión de los valores mundanos en los asuntos de la Iglesia».

## Legado
Según David Rollo, el Liber Gratissimus es una de las dos obras por las que Peter Damian es más conocido (la otra es el Liber Gomorrhianus). Colin Morris llamó al Liber Gratissimus «una de las mejores obras teológicas del siglo».

### Citas
1. 1 2  Ranft, 2012, p. 114.
2. ↑  Naismith, 2023, p. 327.
3. ↑  Robinson, 1978, p. 127.
4. ↑  Cushing, 2018, p. 185.
5. ↑  Ranft, 2013, p. 150.
6. ↑  Damian, 1990, p. 112.
7. 1 2  Elliott, 2010, p. 103.
8. ↑  McLaughlin, 2010, p. 71.
9. 1 2  Damian, 1990, p. 111.
10. ↑  Cushing, 2005, p. 753.
11. ↑  Elliott, 2017, p. 1031.
12. ↑  Hamilton, 2005, p. 245.
13. ↑  Cushing, 2020, p. 119–120.
14. ↑  de Filippis, 2019, p. 16.
15. ↑  Ranft, 2012, p. 116.
16. ↑  Rough, 2012, p. 23.
17. ↑  Rollo, 2022, p. 15.
18. ↑  Morris, 1991, p. 90.

### Obras citadas
- Cushing, Kathleen G. (2005). «Of Locustae and Dangerous Men: Peter Damian, the Vallombrosans, and Eleventh-century Reform». Church History 74 (4): 740-757. doi:10.1017/S0009640700100873.
- Cushing, Kathleen G. (2018). «Law and Disputation in Eleventh-Century Libelli de lite».  En Melodie H. Eichbauer; Danica Summerlin, eds. The Use of Canon Law in Ecclesiastical Administration, 1000–1234. Brill. ISBN 9789004387249.
- Cushing, Kathleen G. (2020). Reform and the Papacy in the Eleventh Century: Spirituality and Social Change. Manchester University Press. ISBN 9781526148315.
- Damian, Peter (1990). The Letters of Peter Damian: 31–60. Catholic University of America Press. ISBN 9780813207070.
- de Filippis, Renato (2019). «The Letters of the young Peter Damian: Rhetoric and Reform in the 11th Century». Schola Salernitana 24: 7-23. doi:10.6092/1590-7937/6228.
- Elliott, Dyan (2010). Fallen Bodies: Pollution, Sexuality, and Demonology in the Middle Ages. University of Pennsylvania Press. ISBN 9780812200737.
- Elliott, Dyan (2017). «Violence against the Dead: The Negative Translation and damnatio memoriae in the Middle Ages». Speculum 92 (4): 1020−1055. doi:10.1086/693377.
- Hamilton, Louis (2005). «Sexual Purity, "The Faithful" and Religious Reform in Eleventh Century Italy: Donatism Revisited».  En John Doody; Kevin Hughes; Kim Paffenroth, eds. Augustine and Politics. Oxford University Press. pp. 237-260. ISBN 9780739152164.
- McLaughlin, Megan (2010). Sex, Gender, and Episcopal Authority in an Age of Reform, 1000–1122. Cambridge University Press. ISBN 9780521870054.
- Morris, Colin (1991). «The Papal Reform 1046–1073». The Papal Monarchy: The Western Church from 1050 to 1250. Oxford University Press. ISBN 9780191600708.
- Naismith, Rory (2023). Making Money in the Early Middle Ages. Princeton University Press. ISBN 9780691177403.
- Ranft, Patricia (2012). Theology of Peter Damian. Catholic University of America Press. ISBN 9780813219974.
- Ranft, Patricia (2013). How the Doctrine of the Incarnation Shaped Western Culture. Lexington Books. ISBN 9780739174326.
- Robinson, Ian S. (1978). Authority and Resistance in the Investiture Contest: The Polemical Literature of the Late Eleventh Century. Manchester University Press. ISBN 9780719007057.
- Rollo, David (2022). «Peter Damian: Life». Medieval Writings on Sex between Men: Peter Damian's The Book of Gomorrah and Alain de Lille's The Plaint of Nature. Brill. pp. 15-71. ISBN 9789004507326.
- Rough, R.H. (2012). The Reformist of Illuminations in the Gospels of Matilda, Countess of Tuscany: A Study in the Art of the Age of Gregory VII. Springer Netherlands. ISBN 9789401019835.

- Datos: Q42192230